# Aploconodon
Aploconodon — вимерлий рід пізньоюрських ссавців родини Amphidontidae. Він містить один вид, A. comoensis. Він присутній у стратиграфічній зоні 5 формації Моррісон.